# Koeven
Een koeven (synoniemen: koegang, koeweide, koegras) is een verouderde oppervlaktemaat die vooral gebruikt werd in Noord-Holland maar ook elders in Nederland in gebruik was.
De maat bedroeg zoveel land als voldoende was voor het gedurende de zomermaanden weiden van één koe. Een koeven wordt op circa 0,4 hectare of een halve morgen gesteld.
De naam van de oppervlaktemaat werd dikwijls een veldnaam, zoals Koegras, Driekoevèn of Vierkoevèn.. Stukken land behielden soms tot de dag van vandaag de naam ter plaatsaanduiding. Ook leidde de maat tot het ontstaan van familienamen met deze uitgang als Verkoeven en Van Koeven. Deze verwees dan naar het stuk land waar de persoon woonde of vandaan kwam.